# Ordo dels concilis
L’ordo dels concilis és la forma de celebració d’un concili, regint-se el seu funcionament pel costum al costat de les normes generals. Foren els mateixos concilis els que, a partir de l’experiència, establiren la disciplina sinodal i dictaren les primeres normes.
A les col·leccions de Concilis Generals a Hispània es troba el primer ordo estipulat als concilis en incloure’s en el concili IV de Toledo del 633 que forma part del Codi MS. Vigiliano, i es troba a la Reial Biblioteca de l’Escorial, publicat per Loaysa, Sáenz de Aguirre i altres col·lectors de concilis posteriors com P. Flórez.
Aquest ordo de celebració dels concilis a Hispània és més extens que el donat a les edicions antigues de les Col·leccions de Concilis pres de la Col·lecció d’Isidoro Mercator. Gairebé tots els concilis posteriors les ordines es basen en la seva estructura i autoritat, pervivint molt de temps a l’Església occidental, fins a arribar al concili Vaticà II que va utilitzar les regles litúrgiques establertes pels Pares del concili IV de Toledo.
No es prescrivia en la seva fórmula el nombre de dies per a la celebració del concili, encara que l’Índex dels Cànons tenia adoptat que el concili no passés dels quinze dies, per preveure que els prelats no tinguessin absències llargues fora de les diòcesis, però a la pràctica depenia tot dels assumptes a tractar.
La primera normativa sobre la temporalitat i els assistents es troba al c. 5 del concili de Nicea de 325, que disposa, de la mateixa manera que ho fa el c. 1 del concili de Tarragona del 516, que els bisbes acudeixin al concili provincial acompanyats de preveres i d’alguns seglars, i el c. 13 que mana acompanyin als bisbes, alguns sacerdots de l’església catedral, preveres de la diòcesi, fidels seglars i diaques rurals. Cap d’ells podia signar les actes, només el bisbe i els representants dels bisbes absents; ni el rei ni els nobles podien signar-les.
Per a la seva manutenció, el bisbe es reservava el dret de rebre dels canonges dues porcions canòniques diàries i la manutenció per sis dies cada any per a dotze homes a cavall i trenta a peu que l’acompanyessin. Això ens dona una idea aproximada del gran nombre d’acompanyants dels bisbes als concilis. Aquestes comitives eren veritables escortes de gent armada necessàries per repel·lir els assalts en el seu trajecte.
Segons la seva transcripció i traducció diu així:
- El primer dia, una hora abans de la sortida del sol, els ostiaris obrien les portes i es feia fora a tots els que hi havia. A continuació entraven els assistents per aquest ordre: prelats, preveres, diaques, alguns seglars excel·lents escollits pels Pares conciliars, i els notaris per redactar les actes i donar fe. A continuació els ostiaris tancaven les portes, i en silenci l’ardiaca deia: Pregueu; es postraven a terra amb plors i gemecs; el bisbe més antic s’aixecava i deia en veu alta una pregària.

Un dels diaques vestit d’alba amb el Codi dels Cànons, llegia els capítols pertanyents a la celebració dels concilis de Calcedònia, IV de Toledo, Àgata, i altres cànons segons allò que al metropolità li semblés més oportú.
El metropolità els exhortava i després entrava el rei amb els seus magnats, i quan acabava de parlar, el diaca els deia: Preguem.
Tots els prelats es postraven a terra, quedant el rei tornat a l’orient i dient una pregària. Al punt es deia el Parenostre i començaven les benediccions, després de les quals el diaca deia: Aneu en pau.
- El segon dia, per començar la sessió deien: Inclinat Senyor el genolls dels nostres cors, et demanem l’execució del bé que de Tu esperem.

- El tercer dia, començaven la sessió amb una pregaria demanant poder publicar les paraules del Senyor.

- El quart dia, es proposaven les causes que hi concorrien, fora dels misteris acordats en les tres primeres sessions. Treien fora tots els religiosos, quedant només alguns assenyalats preveres a qui el metropolità tenia per convenient fer-los aquest honor.

- L’últim dia, començaven a tractar-se els negocis de les causes. Cap bisbe podia apartar-se del concili fins arribada l’hora de dissolució de la sessió.

Dos o tres dies abans d’acabar el concili, tornaven a veure amb una nova diligència tots els decrets que havien establert. Llegien públicament a l’església els cànons determinats al concili, responent per fi: Amen, i signaven tots allò establert.
El metropolità avisava del dia que queia la Pasqua següent; elegia els bisbes que celebrarien amb ell, juntament amb la Pasqua del Nadal.
Es publicava el temps en què s’havia de fer el concili de l’any següent, i a continuació es postraven tots a terra a la veu de l’ardiaca que deia: Preguem.
Immediatament els donava la benedicció, i conclosa aquesta, l’ardiaca els deia: Aixequeu-vos. Es donaven la pau els uns als altres, començant pel metropolità, que assegut rebia l’oracle de tots, dient el diaca: en nom de Nostre Senyor Jesucrist caminem tots en pau, i responien: Déu gracies. I així quedava conclòs el concili.